# Provincia de Luya

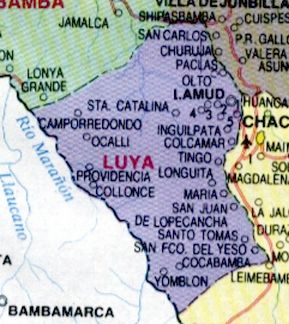
Provincia de Luya

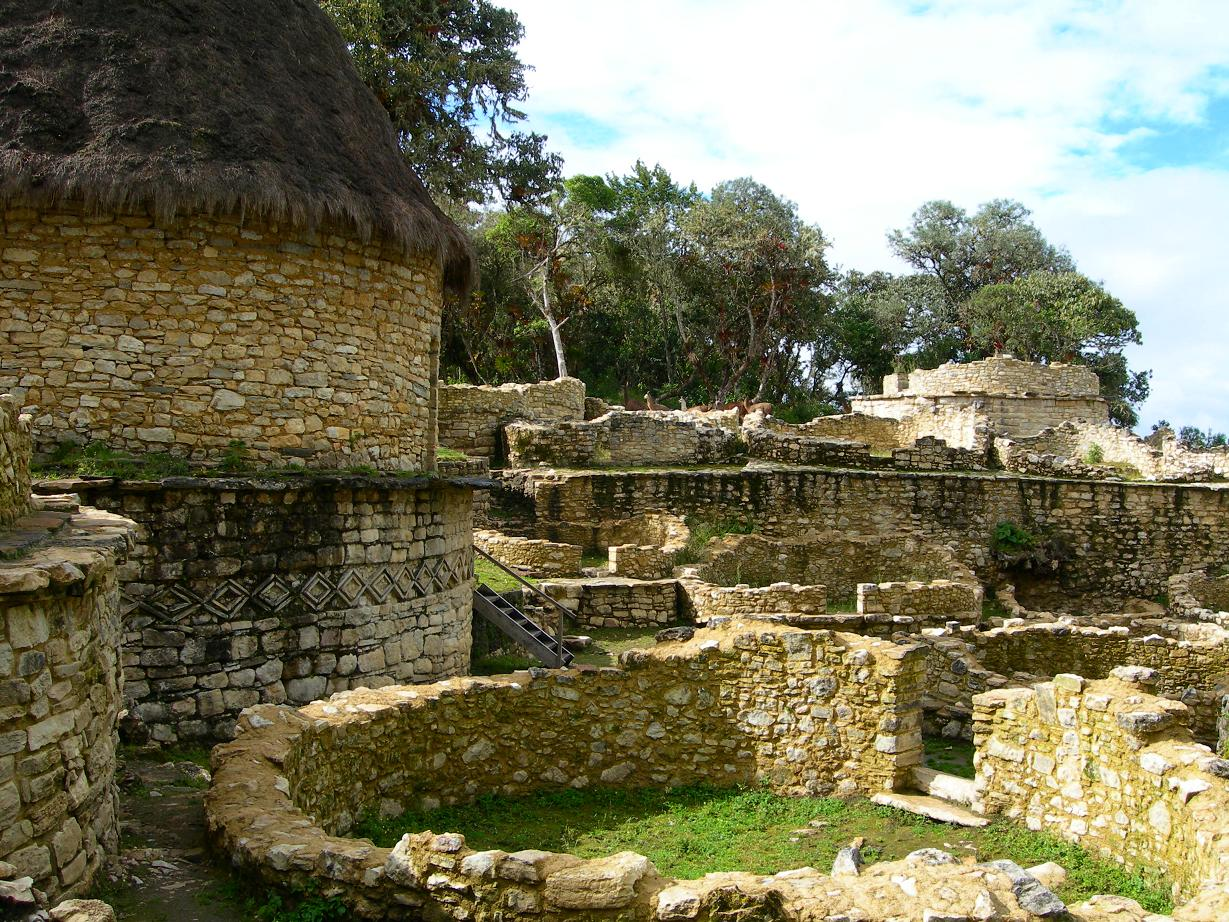
Fortaleza de Kuélap

La provincia de Luya es una de las siete que conforman el departamento de Amazonas en la zona nororiental del Perú. Limita por el norte con la provincia de Utcubamba, por el este con la provincia de Bongará, por el sur con la provincia de Chachapoyas y por el oeste con el departamento de Cajamarca.
Desde el punto de vista jerárquico de la Iglesia católica, forma parte del diócesis de Chachapoyas.

## Historia
La provincia de Luya fue creada mediante decreto del 5 de febrero de 1861, en el gobierno del presidente Ramón Castilla.

## Geografía
Luya es Capital Arqueológica de la Región Amazonas, sede de la fortaleza de Kuélap, maravilla del Perú.

## División administrativa
Esta provincia se divide en veintitrés distritos:
| 1. Camporredondo 2. Cocabamba 3. Colcamar 4. Conila 5. Inguilpata 6. Lámud 7. Longuita 8. Lonya Chico 9. Luya 10. Luya Viejo 11. María 12. Ocalli | 13. Ocumal 14. Pisuquía 15. Providencia 16. San Cristóbal 17. San Francisco del Yeso 18. San Jerónimo 19. San Juan de Lopecancha 20. Santa Catalina 21. Santo Tomás 22. Tingo 23. Trita |

## Capital
La capital de esta provincia es la ciudad de Lámud.

## Autoridades

### Regionales
- Consejero regional
  - 2019-2022:[2] Segundo Macario Bravo Zorrilla (Movimiento Independiente Surge Amazonas)

### Municipales
- 2019-2022[2]
  - Alcalde: Diógenes Humberto Zavaleta Tenorio, del Movimiento Independiente Surge Amazonas.
  - Regidores:

  1. Ederli Delgado Clavo (Movimiento Independiente Surge Amazonas)
  2. Walter Antonio Pizarro Rodas (Movimiento Independiente Surge Amazonas)
  3. Doris Margarita Zapata Oxolon (Movimiento Independiente Surge Amazonas)
  4. Arles Salazar Vásquez (Movimiento Independiente Surge Amazonas)
  5. Nixon Vallejos Altamirano (Movimiento Independiente Surge Amazonas)
  6. Alfonso Valqui García (Movimiento Independiente Surge Amazonas)
  7. José Roberto Zumaeta Arista (Movimiento Regional Fuerza Amazonense)
  8. Edinzon Salazar Hoyos (Movimiento Regional Fuerza Amazonense)
  9. Rolando Díaz Silva (Sentimiento Amazonense Regional)

### Policiales
- Comisario: PNP

## Festividades
- Septiembre 14: Señor de Gualamita